# منظمة دائرة الصداقة

## أنشطة
تنظم دائرة الصداقة جولات المشي لجمع التبرعات للأطفال ذوي الهمم.   وتشمل المبادرات الأخرى المزادات الفنية.  
A نيو جيرسي فتح باب الصداقة دائرة مركز "LifeTown" في ليفينغستون ، وهو مركز متعدد الأوجه حيث الشباب ذوي االهمم يمكن أن يتعلموا مهارات الحياة في بيئة داعمة.  يحتوي المركز على مرافق علاجية وصحية بالإضافة إلى مركز للألعاب المائية. تمتلك LifeTown Shoppes متاجر وشركات حيث يمكن للشباب تعلم المهارات الحياتية بمساعدة المتطوعين والموظفين المحترفين.   يقدم المركز خدماته إلى 30 ألف شاب كل عام. تم تصميم المركز على غرار مركز ميشيغان. 
تحولت بعض فصول حلقة الصداقة إلى تأسيس برامج المقاولات الاجتماعية التي توظف الشباب من ذوي الهمم ، مثل المخابز   ومحلات التوفير. 